# San Isidro, General Francisco R. Murguía
San Isidro är en ort i Mexiko.   Den ligger i kommunen General Francisco R. Murguía och delstaten Zacatecas, i den centrala delen av landet, 600 km nordväst om huvudstaden Mexico City. San Isidro ligger 1 822 meter över havet och antalet invånare är 233.
Terrängen runt San Isidro är huvudsakligen platt, men österut är den kuperad. Runt San Isidro är det mycket glesbefolkat, med 3 invånare per kvadratkilometer. Närmaste större samhälle är Nieves, 10,0 km väster om San Isidro. Omgivningarna runt San Isidro är i huvudsak ett öppet busklandskap.